# Traffic Group
Traffic Group, també coneguda con Traffic o Traffic Sports, és una companyia multinacional de gestió d'esdeveniments esportius amb seu a São Paulo (Brasil). Va ser creada l'any 1980 per l'empresari brasiler, José Hawilla, més conegut com a J. Hawilla. És considerat un dels principals grups del món i el més important de l'Amèrica Llatina en la promoció, patrocini i gestió de drets televisius de les principals competicions futbolístiques. Des de l'any 2008, també participa directament en la intermediació i compravenda de jugadors professionals de futbol.

## Història
El 1980, el periodista i empresari brasiler, José Hawilla, va fundar la companyia a partir d'una petita empresa preexistent dedicada a l'explotació d'espais publicitaris anomenada també Traffic. Hawilla va iniciar els seus èxits empresarials comprant els drets de televisió i patrocini de la Confederació Brasilera de Futbol (CBF) i la Confederació Sud-americana de Futbol (CONMEBOL).
El 1987, Traffic va assumir l'organització i comercialització dels drets de patrocini i televisió de la Copa Amèrica.
El 1996, Traffic va intercedir en la negociació del qüestionat contracte multimilionari entre la multinacional nord-americana Nike i la CBF per a patrocinar a la selecció brasilera de futbol. El representant de Nike era Sandro Rosell, l'empresari barceloní que després seria president del Futbol Club Barcelona i, el representant de Traffic, era el mateix J. Hawilla. A la Comissió Parlamentària d'Investigació per a Determinar la Regularitat del Contracte Subscrit entre la CBF i Nike (CPI), (Comissão Parlamentar de Inquérito Destinada a Apurar a Regularidade do Contrato Celebrado entre a CBF e a NIKE (CPI) en portuguès), també conegut com a Relatorio Nike o Informe Nike, que va tancar-se al congrés brasiler l'abril de 2001, es va saber, amb la compareixença de J. Hawilla, que el seu patrimoni personal havia passat dels 3,7 milions de reals brasilers l'any 1995 als 76 milions l'any 1999, o que Traffic cobraria un 5% sobre els 16 milions de dòlars anuals del contracte entre la CBF i la Nike. Tots aquests detalls apareixen en el referit informe Nike on el contracte hi figura protocol·litzat íntegrament.
El 2000, per a marcar presència a Europa, Traffic va crear Traffic Sports Europe, a Amsterdam, Països Baixos. La iniciativa va tenir èxit i, l'any 2006, Traffic va crear Traffic Portugal. El 2002, Traffic va adquirir el 100% de l'empresa nord-americana Inter/Forever Sports (IFS) i va crear, amb seu a Miami, Traffic Sports USA.
El 2008, Traffic va iniciar-se en el món de la representació, administració i compravenda de jugadors de futbol. Traffic va intervenir en la venda dels jugadors Keirrison, Henrique o Douglas al Futbol Club Barcelona i l'excol·laborador de Sandro Rosell a Nike i exempleat de Traffic, Andre Cury, va ser decisiu en la contractació del jugador brasiler, Neymar Jr., pel Futbol Club Barcelona.
Des de la seu de Miami, Traffic va contribuir al rellançament i consolidació de la North American Soccer League (NASL), de la qual també n'era el principal accionista, i va crear el Fort Lauderdale Strikers, a partir de l'antic Miami FC, que era de la seva propietat. El 2011, Traffic va crear, a les Illes Verges Britàniques, Traffic Sports International, també coneguda com a Traffic International.
Segon la fiscalia nord-americana, a principis de 2002 Hawilla controlava el 99% de les accions en circulació de Traffic de manera directa o a través de societats de capital offshore.

## Fifagate
El 12 de desembre de 2014, J. Hawilla, que estava sent investigat per l'FBI, va confessar haver comés diversos delictes de corrupció, va declarar que pagar suborns era necessari per aconseguir que Traffic s'adjudiqués contractes amb diverses organitzacions esportives i va admetre que des de l'any 1991 ho estava fent regularment.
Hawilla va acordar amb la justícia nord-americana retornar més de 150 milions de dòlars, acceptar un pla per a la venda de les seves accions a Traffic i cooperar com a informador del Departament de Justícia dels Estats Units per a destapar més casos de corrupció.
El 27 de maig de 2015, en el marc de les investigacions del denominat Cas Fifagate, van ser detinguts set dirigents de la FIFA a l'Hotel Baur au Lac de Zúric (Suïssa). Les informacions facilitades per J. Hawilla i per Chuck Blazer, exsecretari general de la CONCACAF, van ser decisives per completar amb èxit l'operació.
Simultàniament, una altra operació d'escorcoll es va realitzar a la seu de la CONCACAF a Miami.
Un total de 18 persones, entre alts executius de la FIFA i empresaris, van estar involucrades en aquesta investigació. Quatre eren informadors que havien admès prèviament la seva culpabilitat, set van ser detingudes i les altres set van ser imputades, una de les quals era el president de Traffic Sports USA, el nord-americà d'origen costa-riqueny, Aaron Davidson.
També van ser imputades dues empreses per diversos delictes de corrupció, Traffic Sports USA i Traffic Sports International, totes dues propietats de Traffic Group.
Traffic segueix a l'espera de la sentència definitiva que està programada pel 18 de març de 2019.
El 18 de març de 2019, la jutge del districte de Brooklyn, Pamela K. Chen, va fixar per a les seves filials, Traffic Sports USA i Traffic Sports International una multa de 500.000 dòlars a cadascuna. Ambdues empreses ja havien accedit prèviament a tancar la seva activitat empresarial com a part de l'acord reconeixent la seva culpabilitat.